# Raymond Chen
Raymond Chen is een bekende softwareontwikkelaar in het Windows Shellteam van Microsoft. Sinds zijn start bij Microsoft in 1992 heeft Chen gewerkt aan OS/2, Windows 95, DirectX en nieuwere versies van Windows. Buiten zijn werk bij Microsoft is hij bekend van zijn vele artikelen over programmeren voor Windows. Verder is hij een populaire spreker op PDC's van Microsoft en andere bijeenkomsten.

## Geschriften

### Artikelen
Chens blog, die voornamelijk bestemd is voor softwareontwikkelaars, spitst zich toe op de geschiedenis van Windows programmeren en zijn persoonlijke ervaringen inzake het garanderen van achterwaartse compatibiliteit hiervoor. Zijn Psychic Debugging artikelen leveren hem enige bekendheid, evenals twee interessante gedachte-experimenten in software design: "Imagine if this were possible" en "What if two programs did this?".
De Windows Confidential column op Microsoft's TechNet magazine, waarin hij vergelijkbare onderwerpen behandelt, wordt ook geschreven door hem.

### Boeken
In 2005 doneerde hij een essay "Why Not Just Block the Apps That Rely on Undocumented Behavior?", aangepast van zijn blog aan Joel Spolsky's boek The Best Software Writing I.
Chens eerste boek The Old New Thing: Practical Development Throughout the Evolution of Windows werd gepubliceerd door Addison-Wesley in januari 2007. Dit boek is voornamelijk een collectie van essays die handelen over technische onderwerpen, waarvan sommige in zijn blog terug te vinden zijn.

## Hobby's
Niet-computergerelateerde hobby's die beschreven staan in zijn blog zijn breien, koken, klassieke muziek, fietsen en het leren van verschillende talen (Zweeds, Duits en Mandarijn Chinees).
Voor zijn carrière bij Microsoft en zeker tot in 1995 noemde Raymond Chen zich "just another Linux hacker" in zijn Usenet sig.
Er is een vermelding van hem in het Linux kernel CREDITS bestand als auteur van het Configure script.